# Shunosaurus
Shunosaurus, significa "lagarto de Shu", é um gênero de dinossauro saurópode do Jurássico Superior. Viveu na China, mais precisamente na Província do Sujuão (Sichuan), há aproximadamente 159 milhões de anos. O nome deriva de "Shu", a antiga nomenclatura da Província do Sujuão.

## Descoberta

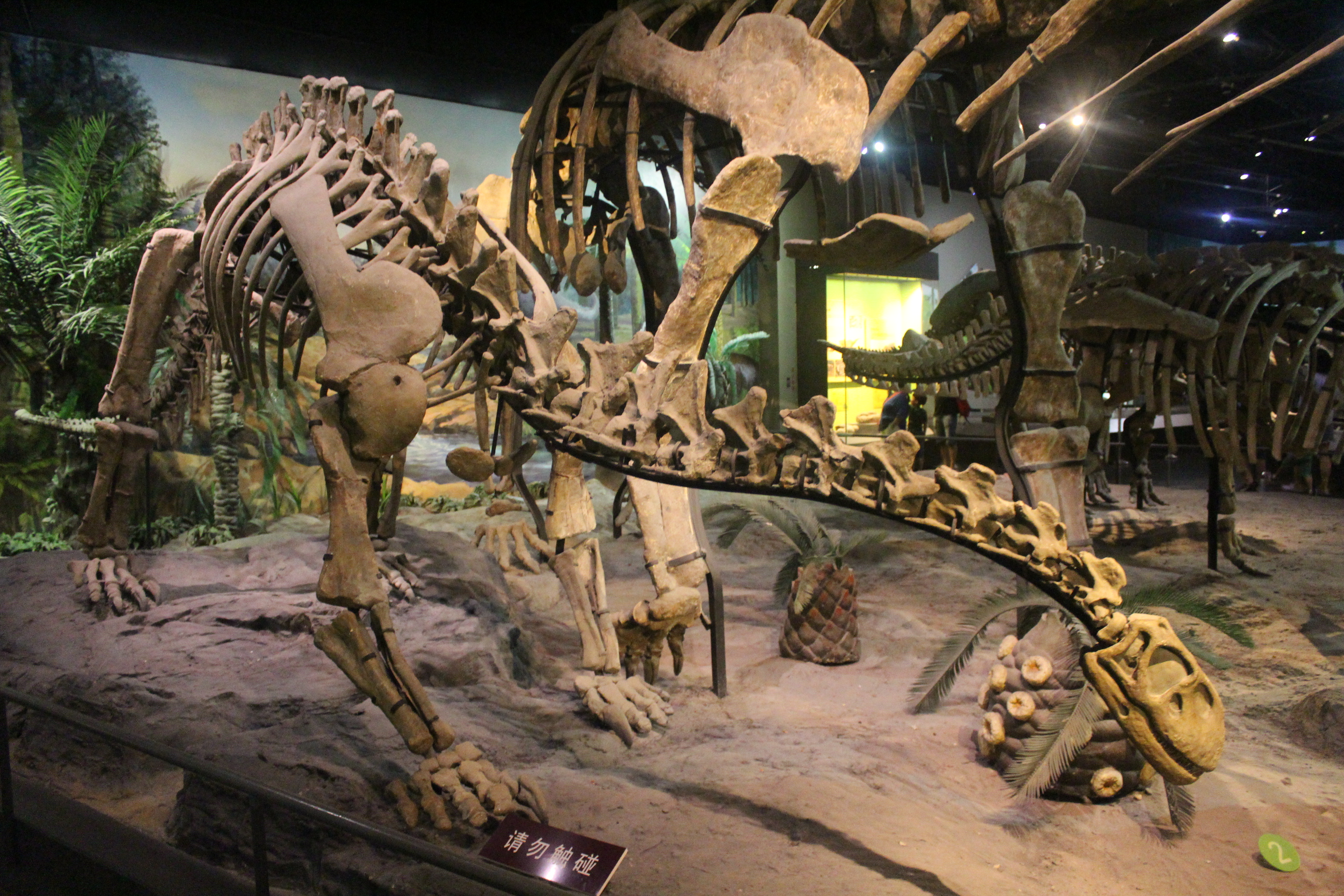
Esqueleto de Shunosaurus montado; Museu de História Natural de Tianjin.

O primeiro fóssil de Shunosaurus foi descoberto em 1977 por um grupo de estudantes que estavam fazendo escavações em uma rodovia. A espécie, Shunosaurus lii, foi descrita e nomeada por Dong Zhiming, Zhou Shiwu e Zhang Yihong em 1983. O nome genérico deriva de "Shu", a antiga nomenclatura da Província do Sujuão (Sichuan).
O achado consistia em somente uma parte do esqueleto. Posteriormente, 20 outros esqueletos foram descobertos, incluindo alguns quase completos, fazendo assim os Shunosaurus um dos saurópodes mais conhecidos anatomicamente, com 94% do esqueleto identificado. Os esqueletos do Shunosaurus estão em exposição no Museu de Dinossauros de Zigong e também no Museu de História Nacional de Tianjin.
Uma segunda espécie, S. ziliujingensis, foi mencionada em um guia do museu de Zigong que mostrava uma versão menor e mais velha de Shunosaurus. Porém nunca fora formalmente descrita, e permanece nomen nudum.

## Anatomia

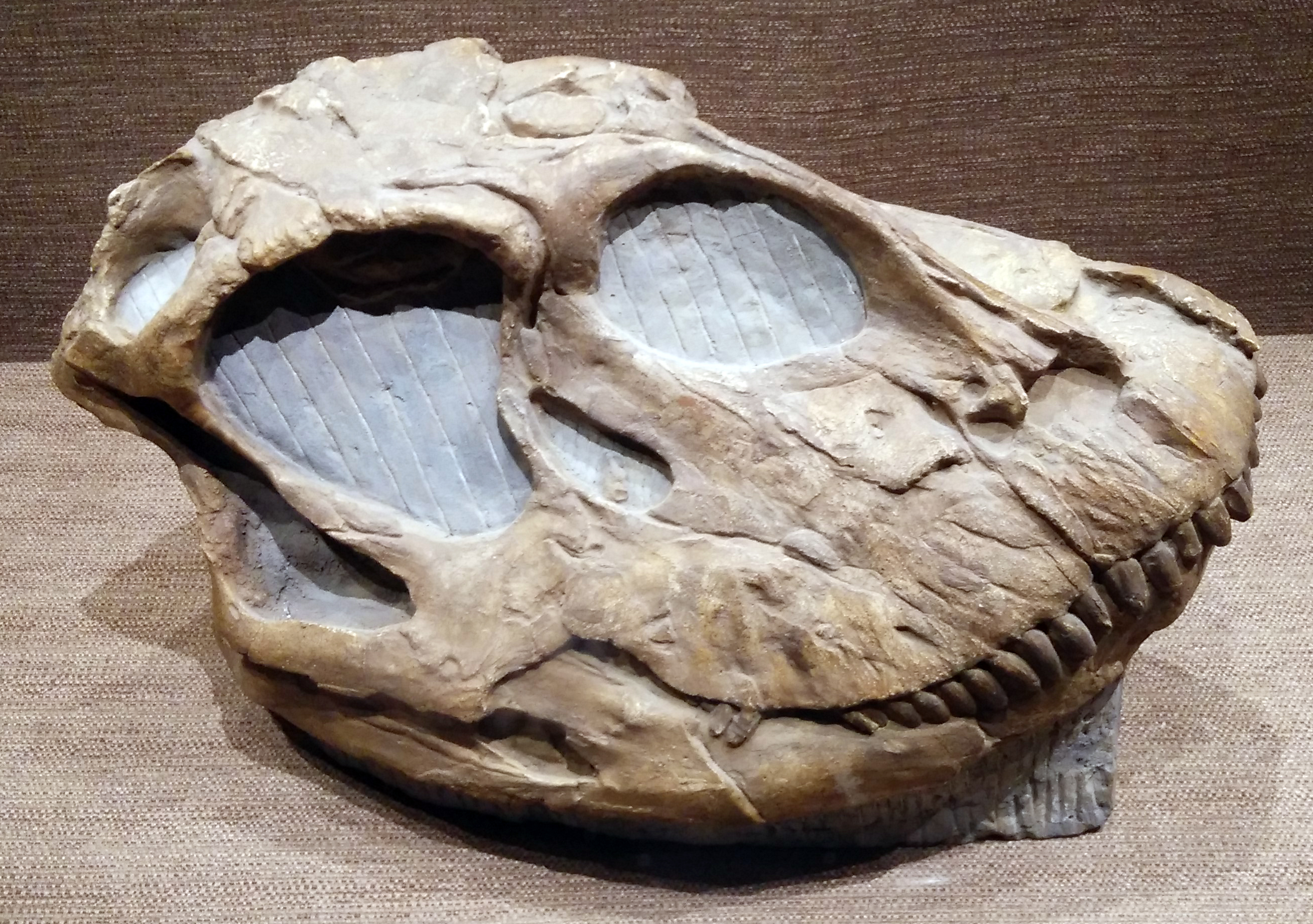
Crânio de Shunosaurus

O Shunosaurus foi primeiramente estimado em 11 metros de comprimento, depois pesquisas mais completas indicaram algo em um tamanho menor. Em 2010 Gregory S. Paul estimou o comprimento em 9.5 metros, e o peso em 3,3 toneladas. O Shunosaurus tinha um pescoço bem pequeno para um saurópode, sendo "ultrapassado" pelo seu rival Brachytrachelopan. Os esqueletos achados eram em maioria compressos ou desarticulados e deu se a entender que a cabeça deles tinham uma forma ampla, pequena e funda ao mesmo tempo que tinham partes estreitas e pontudas. Os maxilares superiores e inferiores eram profundamente curvados para cima, permitindo que funcionassem como um par de tesouras de jardim. Os dentes eram bem robustos e alongados, com uma coroa que media até 8 centímetros. Em 1989 foi divulgado que a cauda do Shunosaurus terminava em uma clava, que era acompanhada de outros dois espinhos que mediam em torno de 5 centímetros, tinham a forma de um cone osteodérmico longo, e que provavelmente era usado para defesa contra predadores.

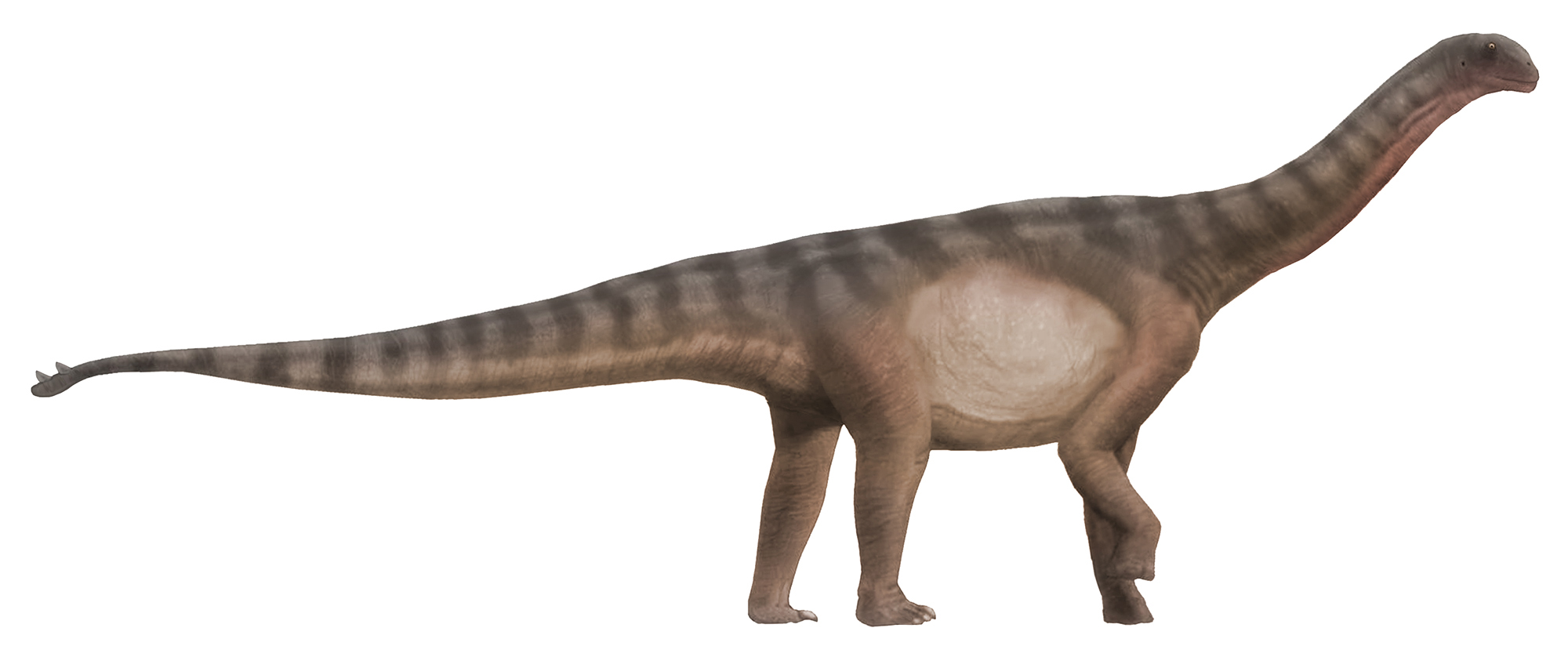
Restauração Visual

## Classificação Taxonômica

Comparação de um Shunosaurus lii com um humano.

O Shunosaurus foi originalmente classificado como um membro do Cetiosaurinae; em 1992 Dong transferiu-o para os Shunosaurinae que está inserido nos Cetiosauridae.
Análises cladísticas renderam resultados bem conflitantes. Em 1995 Paul Upchurch publicou um estudo em qual o Shunosaurus pertencia ao Euhelopodidae junto com outros saurópodes jurássicos chineses. Porém, uma análise por Jeffrey Wilson em 2002 indicou que o Shunosaurus poderia estar inserido no Eusaropoda. O Shunosaurus tem algum tipo de relação com o Rhoetosaurus da Austrália.
O cladograma abaixo mostra uma possível posição filogenética
|  | Lessemsaurus |
|  |              |
|  | Antetonitrus |
|  |              |

|         | Shunosaurus                                                  |
|         |                                                              |
|         | Patagosaurus                                                 |
|         |                                                              |
|         | Omeisaurus                                                   |
|         |                                                              |
|         | Mamenchisaurus                                               |
|         |                                                              |
|         | Barapasaurus                                                 |
|         |                                                              |
| unnamed | \| \| Cetiosaurus \| \| \| \| \| \| Neosauropoda \| \| \| \| |
|         | \| \| Cetiosaurus \| \| \| \| \| \| Neosauropoda \| \| \| \| |
|         | Cetiosaurus                                                  |
|         |                                                              |
|         | Neosauropoda                                                 |
|         |                                                              |

|  | Cetiosaurus  |
|  |              |
|  | Neosauropoda |
|  |              |

|         | Shunosaurus                                                  |
|         |                                                              |
|         | Patagosaurus                                                 |
|         |                                                              |
|         | Omeisaurus                                                   |
|         |                                                              |
|         | Mamenchisaurus                                               |
|         |                                                              |
|         | Barapasaurus                                                 |
|         |                                                              |
| unnamed | \| \| Cetiosaurus \| \| \| \| \| \| Neosauropoda \| \| \| \| |
|         | \| \| Cetiosaurus \| \| \| \| \| \| Neosauropoda \| \| \| \| |
|         | Cetiosaurus                                                  |
|         |                                                              |
|         | Neosauropoda                                                 |
|         |                                                              |

|  | Cetiosaurus  |
|  |              |
|  | Neosauropoda |
|  |              |

|         | Shunosaurus                                                  |
|         |                                                              |
|         | Patagosaurus                                                 |
|         |                                                              |
|         | Omeisaurus                                                   |
|         |                                                              |
|         | Mamenchisaurus                                               |
|         |                                                              |
|         | Barapasaurus                                                 |
|         |                                                              |
| unnamed | \| \| Cetiosaurus \| \| \| \| \| \| Neosauropoda \| \| \| \| |
|         | \| \| Cetiosaurus \| \| \| \| \| \| Neosauropoda \| \| \| \| |
|         | Cetiosaurus                                                  |
|         |                                                              |
|         | Neosauropoda                                                 |
|         |                                                              |

|  | Cetiosaurus  |
|  |              |
|  | Neosauropoda |
|  |              |

|         | Shunosaurus                                                  |
|         |                                                              |
|         | Patagosaurus                                                 |
|         |                                                              |
|         | Omeisaurus                                                   |
|         |                                                              |
|         | Mamenchisaurus                                               |
|         |                                                              |
|         | Barapasaurus                                                 |
|         |                                                              |
| unnamed | \| \| Cetiosaurus \| \| \| \| \| \| Neosauropoda \| \| \| \| |
|         | \| \| Cetiosaurus \| \| \| \| \| \| Neosauropoda \| \| \| \| |
|         | Cetiosaurus                                                  |
|         |                                                              |
|         | Neosauropoda                                                 |
|         |                                                              |

|  | Cetiosaurus  |
|  |              |
|  | Neosauropoda |
|  |              |

|  | Lessemsaurus |
|  |              |
|  | Antetonitrus |
|  |              |

|         | Shunosaurus                                                  |
|         |                                                              |
|         | Patagosaurus                                                 |
|         |                                                              |
|         | Omeisaurus                                                   |
|         |                                                              |
|         | Mamenchisaurus                                               |
|         |                                                              |
|         | Barapasaurus                                                 |
|         |                                                              |
| unnamed | \| \| Cetiosaurus \| \| \| \| \| \| Neosauropoda \| \| \| \| |
|         | \| \| Cetiosaurus \| \| \| \| \| \| Neosauropoda \| \| \| \| |
|         | Cetiosaurus                                                  |
|         |                                                              |
|         | Neosauropoda                                                 |
|         |                                                              |

|  | Cetiosaurus  |
|  |              |
|  | Neosauropoda |
|  |              |

|         | Shunosaurus                                                  |
|         |                                                              |
|         | Patagosaurus                                                 |
|         |                                                              |
|         | Omeisaurus                                                   |
|         |                                                              |
|         | Mamenchisaurus                                               |
|         |                                                              |
|         | Barapasaurus                                                 |
|         |                                                              |
| unnamed | \| \| Cetiosaurus \| \| \| \| \| \| Neosauropoda \| \| \| \| |
|         | \| \| Cetiosaurus \| \| \| \| \| \| Neosauropoda \| \| \| \| |
|         | Cetiosaurus                                                  |
|         |                                                              |
|         | Neosauropoda                                                 |
|         |                                                              |

|  | Cetiosaurus  |
|  |              |
|  | Neosauropoda |
|  |              |

|         | Shunosaurus                                                  |
|         |                                                              |
|         | Patagosaurus                                                 |
|         |                                                              |
|         | Omeisaurus                                                   |
|         |                                                              |
|         | Mamenchisaurus                                               |
|         |                                                              |
|         | Barapasaurus                                                 |
|         |                                                              |
| unnamed | \| \| Cetiosaurus \| \| \| \| \| \| Neosauropoda \| \| \| \| |
|         | \| \| Cetiosaurus \| \| \| \| \| \| Neosauropoda \| \| \| \| |
|         | Cetiosaurus                                                  |
|         |                                                              |
|         | Neosauropoda                                                 |
|         |                                                              |

|  | Cetiosaurus  |
|  |              |
|  | Neosauropoda |
|  |              |

|         | Shunosaurus                                                  |
|         |                                                              |
|         | Patagosaurus                                                 |
|         |                                                              |
|         | Omeisaurus                                                   |
|         |                                                              |
|         | Mamenchisaurus                                               |
|         |                                                              |
|         | Barapasaurus                                                 |
|         |                                                              |
| unnamed | \| \| Cetiosaurus \| \| \| \| \| \| Neosauropoda \| \| \| \| |
|         | \| \| Cetiosaurus \| \| \| \| \| \| Neosauropoda \| \| \| \| |
|         | Cetiosaurus                                                  |
|         |                                                              |
|         | Neosauropoda                                                 |
|         |                                                              |

|  | Cetiosaurus  |
|  |              |
|  | Neosauropoda |
|  |              |

## Paleobiologia

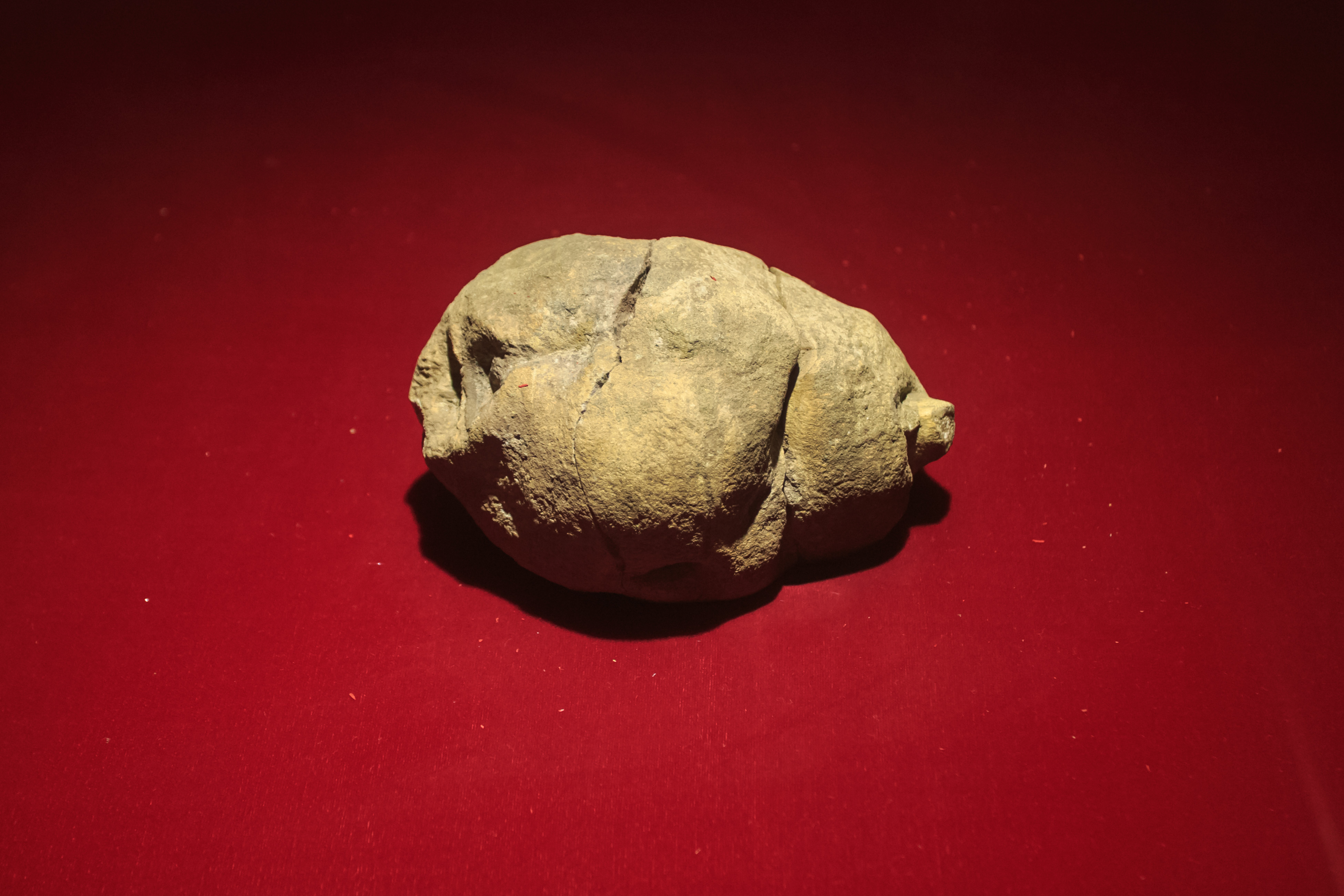
Clava da cauda do Shunosaurus.

O comprimento do pescoço do Shunosaurus indicava que ele era lento. A forma do seu maxilar era bem adaptada para processar grandes quantidades de plantas.
Os fósseis de Shunosaurus somam 90% dos fósseis achados da fauna de Dashanpu, mostrando o quão dominante e comum era esse animal nesse ecossistema. Ele compartilhou a paisagem do Jurássico Médio com outros saurópodes, Datousaurus, Omeissauros e Protognathosaurus, ornitópode Xiaosaurus, estegossauro Huayangossauro, como também o carnívoro terópode Gasossauro.